# Jakob Pfahler
Jakob Pfahler, auch Jacob Pfahler, (* 1568 in Saalfeld an der Saale; † 1637) war ein deutscher Münzmeister im Niedersächsisch-Westfälischen und im Oberrheinischen Reichskreis.

## Familie
Pfahler wurde als Sohn des Georg Pfahler (* 18. Oktober 1523 in Eisleben am Harz; † 5. Mai 1578 in Saalfeld an der Saale) und dessen Frau Ottilie (* vor 1528; † 1597), geb. Stumpfel, sowie Enkelsohn des Georg Pfahler (* 16. August 1475 in Eichstätt; † 14. Oktober 1539 in Saalfeld an der Saale) geboren.
Seine Geschwister waren Georg (~1545 bis ~1588), Zacharias (~1546 bis ~1574), Bonaventura (~1547 bis ~1609), Johann Pfahler (1548 bis 1617), ab 1616 Münzmeister in Halle an der Saale, Michael (1565 bis 1620) und Anna (~1554 bis 1598).

## Anstellungen
Jakob Pfahler war von 1605 bis 1611 Münzmeister in Marsberg. Es folgten Anstellungen in Paderborn (1611 bis 1614) und Northeim (1614), bevor er 1616 an den Lippischen Hof kam und hier drei Jahre für den Landesherren Simon VII. tätig war. 1619 ging Pfahler nach Corvey, wo er bis 1620 und noch einmal von 1631 bis 1632 als Münzmeister tätig war.
Pfahlers Münzmeisterzeichen – siehe Abbildung – war eine Zusammensetzung aus Herz, Kreuz und Zainhaken.

### Münzstätte Marsberg (1605 bis 1611 und 1617)
Übersicht der Prägungen (unvollständig)
| Nominale              | 1605 | 1606 | 1607 | 1608 | 1609 | 1610 | 1611 | 1617 | Ref. |
| 1/24 Taler (Groschen) |      | S    |      |      | S    | S    |      | S    | [6]  |
| Groschen              |      | S    |      |      |      |      |      |      | [7]  |
| Dreier                |      |      |      |      |      |      |      |      |      |
| Elflinge              |      |      |      |      |      |      |      |      |      |

### Münzstätte Paderborn (1611 bis 1613)
Übersicht der Prägungen (unvollständig)
Erklärung: S = Silber
| Nominale                    | 1611 | 1612 | 1613 | Ref. |
| 1/24 Taler (Reichsgroschen) |      |      | S    |      |
| 3 Kreuzer                   | S    |      |      |      |

### Münzstätte Hameln (1613 bis 1615)
Jakob Pfahler wurde 1613 als neuer Münzmeister und Nachfolger des Gert Koler in Dienst genommen. Während seiner Tatigkeit in Hameln münzte Pfahler auch für Paderborn (1614/1615) und Göttingen (1614). Da Jakob Pfahler aber nicht ordnungsgemäß vereidigt worden war, wurde Hameln im Probationsabschied vom 5. Juni 1614 das Münzen verboten.
Übersicht der Prägungen (unvollständig)
| Nominale              | 1612 | 1613 | 1614 | 1615 | Ref. |
| 1 Taler               |      |      |      | S    | [9]  |
| 1/24 Taler (Groschen) | S    | S    | S    |      | [10] |
| Apfelgroschen         | ja   |      |      |      | [11] |

### Grafschaft Lippe (1618 bis 1619)
Vertrag zwischen Graf Simon VII. und Münzmeister Jakob Pfahler vom 13. Februar 1618

„Wir Simon Graff und Edler Herr zur Lippe etc. thun kundt und bekennen hiermitt offentlich, daß wir den ehrnhafften unsern lieben getrewen Jacob Pfahlern zue unsern Müntzmeistern uff und ahngenommen. Thun daß auch hiermitt undt in Craft dieß, daß er förderlichst alhier in unserer Statt Detmolden ein Müntzwesen ahnrichten, uff solcher Goltgulden, Reichsthaler, gantze, halbe und Öhrter, auch andere im H[eiligen] Reich guthaltige gangbhare silberner Müntzsorten nach des H[eiligen] Reichs Abschiede und umb Müntzordnung, vornemblich ahn Schrot und Korn, waß dieses Niederlandisch-Westphälischen Kreises Abschiede und Probationstache nachgeben und passieren lassen, schlagen und müntzen, die Probationstache besuchen, einen guten uffrichtigen Wardein jederzeit haltten und besten alles daßjenige thun, waß ein getrewen Müntzmeister obliegt. Auch keine andere Materialia, dan die allen des H[eiligen] Römischen Reichs Stenden Müntzmeistern nachgeben, gebrauchen, die ihnen dan hiermitt erlaupt und zugestelt. Obermelt solte aber einiger Mangell in der Probe uff des loblichen Creises Probationtage vorfallen, gewertig zuesein, daß er daruber mit geburender Straffe belegt werde, wie er dan auch hiermit von unß er dargestallt und anderst nicht ahnnommen und zue allem denselbigen gehaltten sein soll. Woruber er unß auch seinen Reverß gegeben und mitt Leistung eines corperlichen Aldes ahngelobet, demselben wir obgemelt, in allem getrewlichen nachzuekommen. Uhrkundtlich haben wir De[tmold], den 13 February A[nno] 1618“

Vertrag zwischen Graf Simon VII., Jakob Pfahler und Valentin Riemer vom 16. Februar 1618

„Zu wissen, das heut Dato der Hochgeborner Her, Her Simon, Graff und Edler Her zur Lippe etc. die ehrnverste und vornehme Jacob Pfahler und Valentin Riemern zu dero Muntzmeistern und Verwaltern uf folgendermasse angenommen und bestellet, wobei dan auch nachgesetzte Puncten verabredet, beliebet und geschlossen.
Anfenglich so verpflichten sich beide obgesetzte Muntzmeister und Verwalter, alhiro zue Detmolden den 1. anstehenden Monats Marty die Muntze anzufangen, dergestalt nach des Reichsverfasungen, damit gebehren, das sie es selbsten uf den Probationtagen zuverantworten und vor Hochg[nädige] I[hrer] Gnad[en] deßwegen ungefehret, jedoch da eß die Notturfft erfordert, wollen dieselbe auß dero Rhäten uf des Muntzmeisters Begeren und Unkosten verordnen. Demnegst so versprechen sie hierbei vor Hochg[nädigen] I[hrer] G[naden] alle und jede WOchen zweihundert Thaler zu Schlaschatz zu entrichten und einzuliefferen. Hingegen so sol an Ih[rer] Gn[a]d[en] Seiten uf zwei Pferde, Haffer und Heu, was sie zur Stelle, gegeben werden. Dem Muntzmeister und dessen Verwaltern wirdt notturftig Feuehrung ohn ihren Kosten verschaffet. Daneben schaffen I[re] Gn[a]d[en] Saltz un Kupffer, so viel dessen nötigh, Holtz und Köhlen, Sol umb die billich Gebuer ungeseumet angewiesen werden. Wegen der Silber ist verabschiedet, das die Muntz an Seiten I[hrer] Gnad[en] damit jederzeit wol versehen sol werden und das Muntzwesen dadurch nit ufgehalten, noch verhindert. Umb besserer Richtigkeit willen und das die Silber fein und wie sich gebueret, geliefert werden, so sol bei jeder Partide der Liefferung der Muntzmeister, jedoch uf I[hrer] Gn[a]d[en] Kosten jemandt zuorden, derselbsten beizuwohnen, damit er sich dessen nicht zu beschweren. Dieser Contract in allen Puntenufrichtig ud etc. Detmold den 16. Febr [1]618.
Jacob Pfahler000Valentiem Riemer0000Simon, Graff und Edler Her zur Lippe“

Übersicht der Prägungen (unvollständig)
Erklärung: S = Silber; S(G) = Silber, vergoldet; n. g. = nicht gesichert
| Nominale                     | 1618       | 1618 | 1619    | Ref. |
| 1 Reichstaler                | S n. g.    |      |         |      |
| Doppelter Reichstaler        | S n. g.    |      |         |      |
| Klippe zum Reichstaler       | S(G) n. g. |      |         |      |
| 1/24 Taler (Reichsgroschen)  | S n. g.    | S    | S n. g. | [14] |
| 12 Kreuzer (Schreckenberger) |            |      |         |      |

### Corvey (1619 bis 1620 und 1631 bis 1632)
Übersicht der Prägungen (unvollständig)
Erklärung: S = Silber
| Nominale                     | 1619 | 1620 | 1631 | 1632 | Ref.     |
| 1 (Reichs)Taler              |      |      | ja   |      |          |
| 1/24 Taler (Groschen)        | S    | S    |      |      | [15][16] |
| 12 Kreuzer (Schreckenberger) |      | S    |      |      | [17]     |